# Tienda de autoservicio

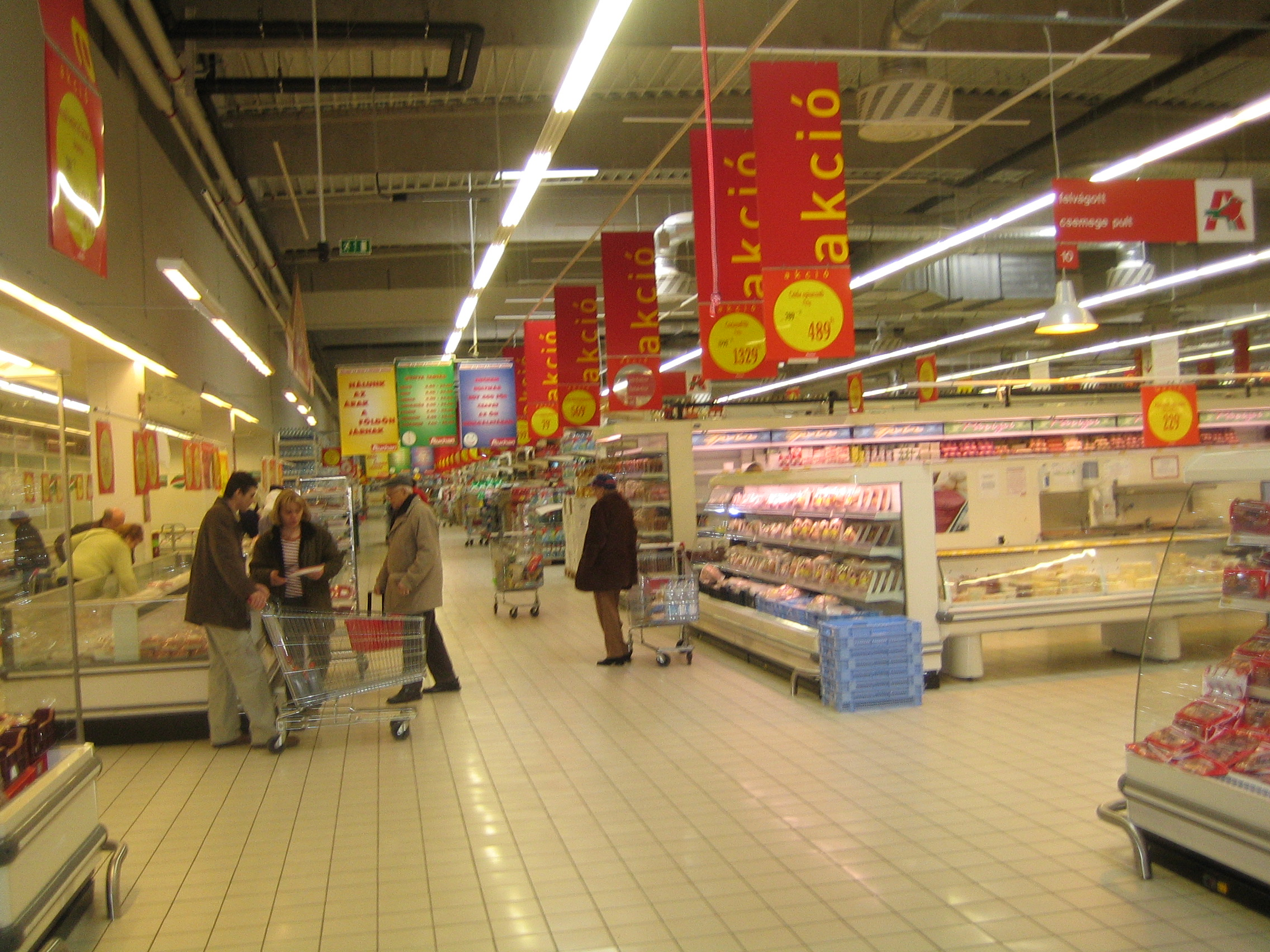
Establecimiento de autoservicio (en la foto, supermercado Auchan en Budapest).

Una tienda de autoservicio es un tipo de tienda donde el cliente puede elegir y recoger personalmente las mercancías que desea adquirir, a diferencia de las tiendas departamentales.
La definición de tienda autoservicio comprende desde las tiendas de consumo básico a las grandes cadenas de tiendas de autoservicio pertenecientes a corporaciones multinacionales. Al sistema de autoservicio se acogen la mayoría de los supermercados, hipermercados, grandes almacenes y grandes superficies especializadas.
La estructura de una tienda de autoservicio se compone de varios elementos comunes sin los cuales la misma no podría funcionar correctamente y otros opcionales.

## Estructura y componentes

### Recepción de mercancías
En esta parte de la tienda tiene principalmente dos funciones, los proveedores entregan la mercancía que la tienda le ha pedido a sus diferentes compañías para que le surtan, de la misma manera que salen las mercancías que no se vendieron bien o que se descontinuaron y se mandaron a devolución. En ocasiones, cuando estamos hablando de cadenas grandes, también puede suceder el caso de que entren y salgan transferencias de mercancía de tienda a tienda.
En este proceso, el personal de seguridad tiene un papel muy importante, pues tanto ellos como los auxiliares de recibo se encargan de realizar los diferentes y correctos conteos de entradas y salidas de dichas mercancías, a veces ayudados también por los auxiliares de piso de ventas.

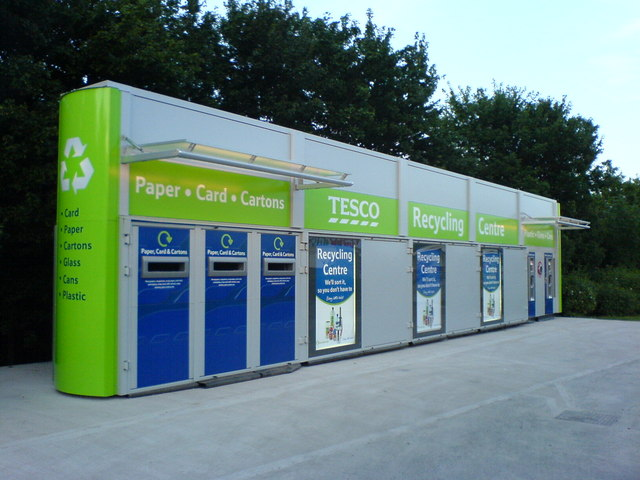
Zona de reciclaje en Tesco

A veces, y dependiendo la tienda de autoservicio de la que estemos hablando, Recibo se utiliza también para que los promotores ingresen y saquen equipo especial de trabajo como micrófonos, bocinas y diversos elementos que requieren como por ejemplo para dar un evento a los clientes.
Una vez que la mercancía nueva ha ingresado a la tienda, se debe mandar, ya sea, a la bodega de abarrotes, a la bodega de líneas generales, o a las cámaras de congelación de perecederos según corresponda.
Comúnmente,[cita requerida] esta sección de la tienda tiene una empacadora de basura y otra para cartón o plástico. La empacadora de basura tiene a su lado un módulo donde un personal de vigilancia recibe por medio de formatos llamados “folios” la mercancía que el auxiliar de piso de venta ha ingresado en una pistola llamada symbol la cual revisa código por código antes de autorizarle al auxiliar vaciar la mercancía dañada a la empacadora de basura. La empacadora de cartón y de plástico tiene una doble función, recicla las cajas y las envolturas de las mercancías con fines ecológicos y de rentabilidad económica por la venta del material recuperado.

### Bodegas
Las bodegas son la parte de la tienda en las cuales se depositan las mercancías que llegan de Recibo. La mercancía, es trasladada a dichas bodegas por medio de patines, y traspaleados en los diferentes racks, que son manejados por medio de montacargas.
Una vez que la mercancía nueva ha ingresado a la tienda, se debe mandar, ya sea, a la bodega de abarrotes, a la bodega de líneas generales, o a las cámaras de congelación de perecederos según corresponda.    
Es común que si hay un responsable especial de la bodega llamado bodeguero, este se encargue del acomodo de la mercancía, de su adecuada clasificación y distribución, es responsable de recibir la mercancía que le envíe algún compañero de recibo, y se encarga de ver que no existan cajas ciegas, es decir, cajas sin aperturas o inscripciones adecuadas que permitan saber que mercancía se contiene dentro, si hay alguna caja ciega el bodeguero se encarga de agregarle la información correspondiente.    

#### Bodega de abarrotes
La bodega de abarrotes, es aquella donde no se almacenan, principalmente productos alimenticios no perecederos, aunque también se almacenan (y eso varía dependiendo la tienda de autoservicio) productos como alimentos y artículos para mascotas, papel higiénico, papel de cocina, carbón, jabones, detergentes, entre otros artículos de limpieza para uso del hogar, artículos desechables como vasos, platos, servilletas, bolsas de basura, también velas, veladoras de cera o de cebo, refrescos, aguas, vinos, licores, cervezas y aguardientes.

#### Bodega de líneas generales
La bodega de líneas generales, es aquella donde se almacenan los artículos que son clasificados como no básicos, y estos son (varía nuevamente según la tienda):[cita requerida]
- Artículos de electrónica. Como pueden ser televisores, minicomponentes, iPods, grabadoras, computadoras, etc.
- Artículos de electrodomésticos o línea blanca. Como pueden ser refrigeradores, licuadoras, secadoras de cabello, hornos eléctricos o de microondas, etc. Se les dice de línea blanca porque inicialmente esta clase de artículos solo los fabricaban de ese color.
- Muebles. Como pueden ser sillas, camas, burós, muebles para computadoras, clósets, etc.
- Blancos. En este departamento se manejan generalmente artículos para baño (algunas tiendas clasifican este departamento como parte de abarrotes). Estos artículos pueden ser jaboneras, toallas, artículos de plomería, etc.
- Hogar. Como su nombre indica, este departamento vende artículos para uso doméstico y del hogar, entre los que se encuentra cristalería como vasos, copas, también se venden vajillas, ollas exprés, plásticos del hogar como pueden ser herméticos, palanganas, botes de basura y artículos de jarciería como pueden ser trapos de cocina, fibras para los trastes, escobas, recogedores, jaladores, guantes de cocina, etc.
- Discos y películas.
- Revistas y libros.
- Ferretería. Donde se vende todo tipo de artículos para autos y para arreglo del hogar. Llantas para carro, acumuladores para carro, aceites para carro, herramientas, focos, extensiones, etc.
- Perfumería. En donde se venden todo tipo de cosméticos y artículos para el aseo personal, como perfumes, esponjas para baño, desodorantes para el cuerpo, tintes para el cabello, bilés, barniz de uñas, etc.
- Parafarmacia.
- Papelería. Donde se manejan todo tipo de artículos de oficina y para la escuela como cuadernos, lápices, plumas, calculadoras, reglas, compases, etc.
- Jardinería.
- Juguetería.
- Deportes.
- Regalos.
- Ropa de dama, caballero y bebé.
- Artículos para bebés.
- Zapatería.

#### Productos frescos

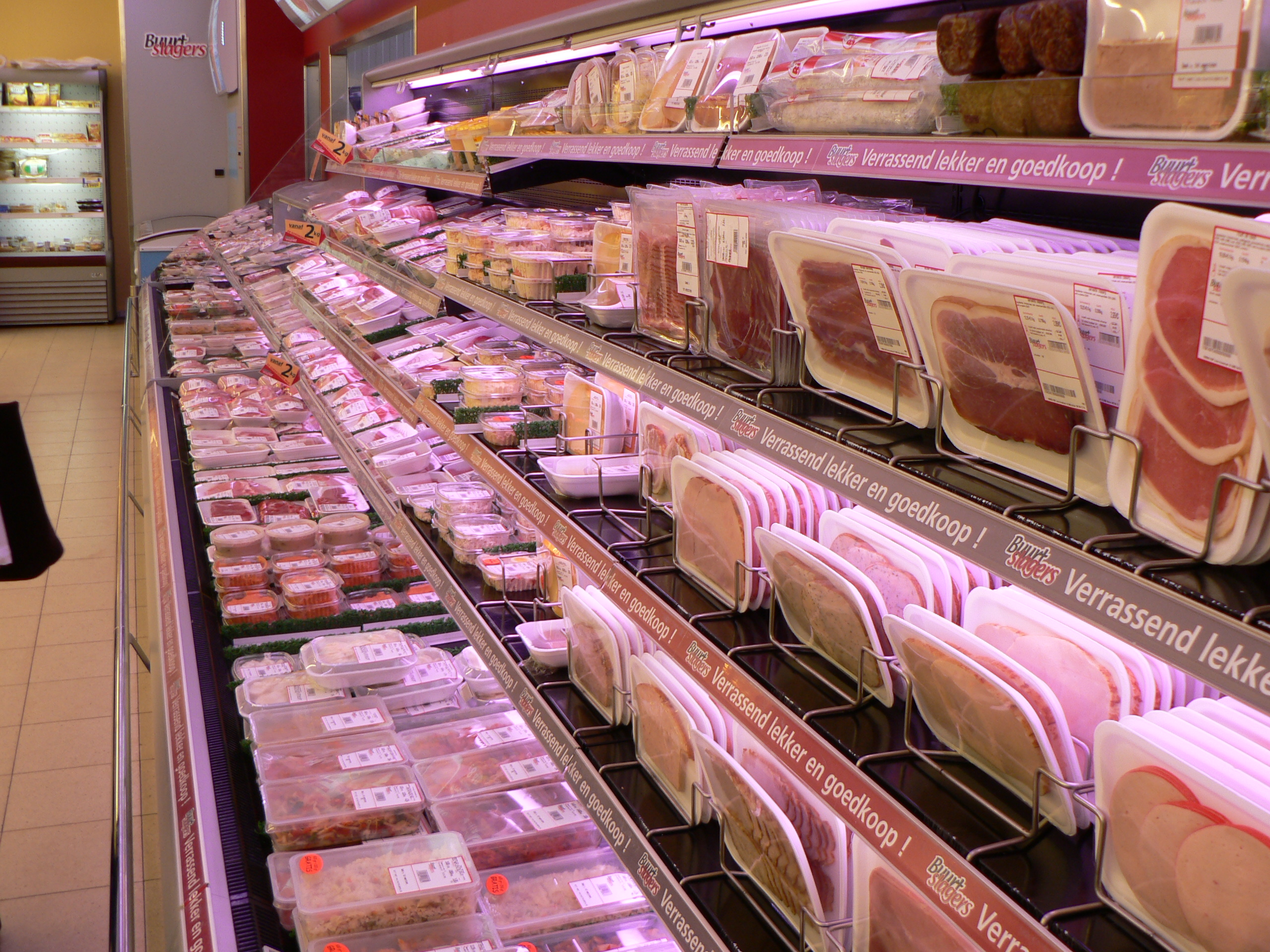
Lineal refrigerado en el área de productos frescos

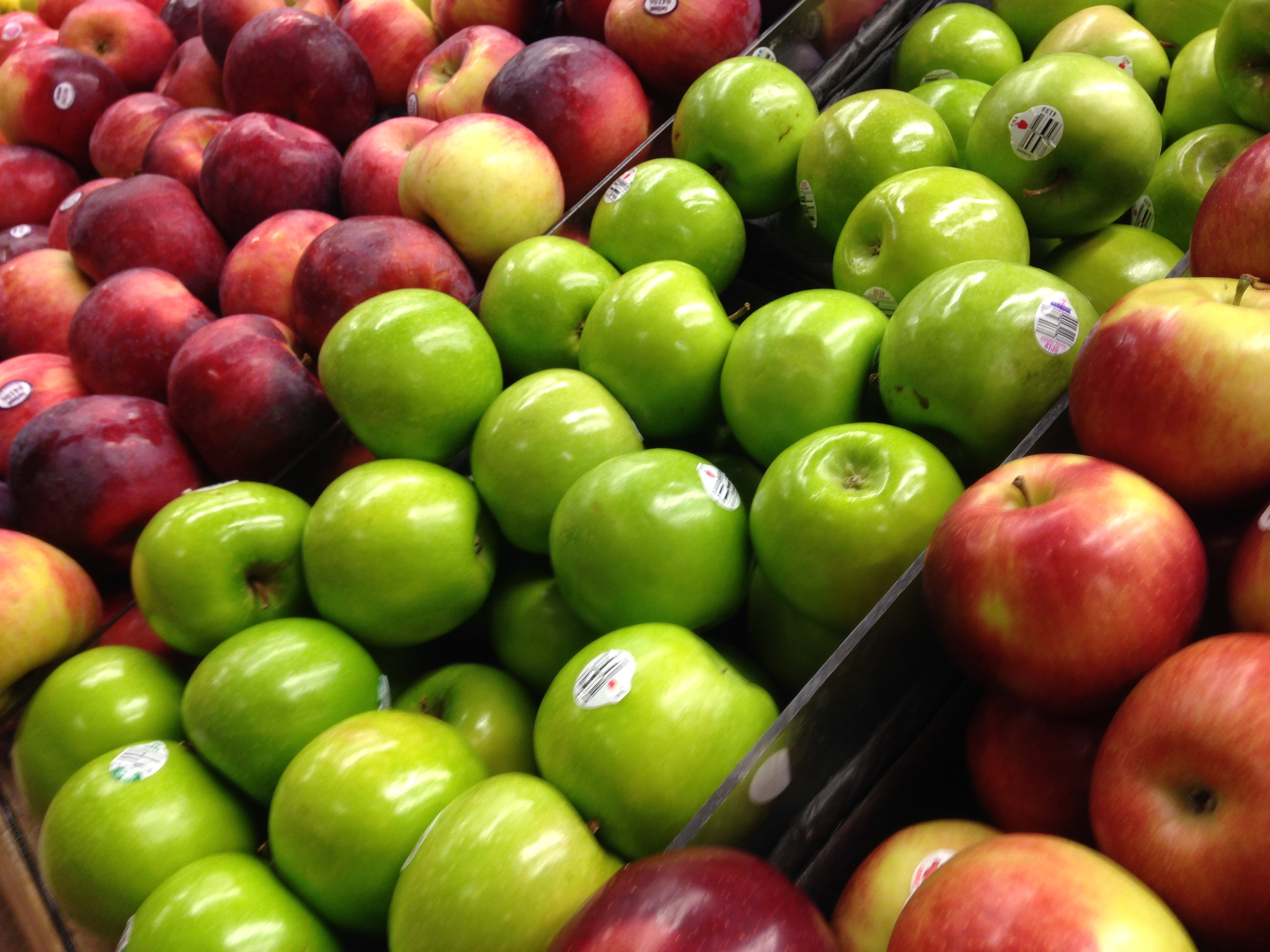
Display de frutas y verduras

Es toda aquella mercancía que tiene una caducidad, que se echa a perder, y que se le debe dar la debida rotación antes de que se deteriore y se haga no apta para la venta, o bien, que se convierta en merma.
Los departamentos que se llevan en la zona de productos frescos son: 
- frutas y verduras
- pescados y mariscos
- carnes
- embutidos
- panadería
- tortillería
- cremas y quesos
- lácteos

## Piso de venta
Como su nombre lo indica, es el lugar dentro de la tienda de autoservicio donde se negocia, se trata o se produce la venta de las mercancías entre la tienda y su clientela.
Piso de venta está manejado por jefes y auxiliares de piso de venta, por secciones y/o departamentos, y este es el personal que se encarga de hacer el papeleo que proviene de la mesa de control (hablaremos de ella más adelante), de sacar el producto de las respectivas bodegas y colocarlas en los muebles y anaqueles correspondientes, de atender al cliente y ayudarlo a él, al personal de cajas, o al personal de paquetería cuando este necesita su apoyo.

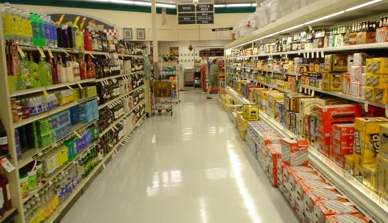
Góndolas en un supermercado

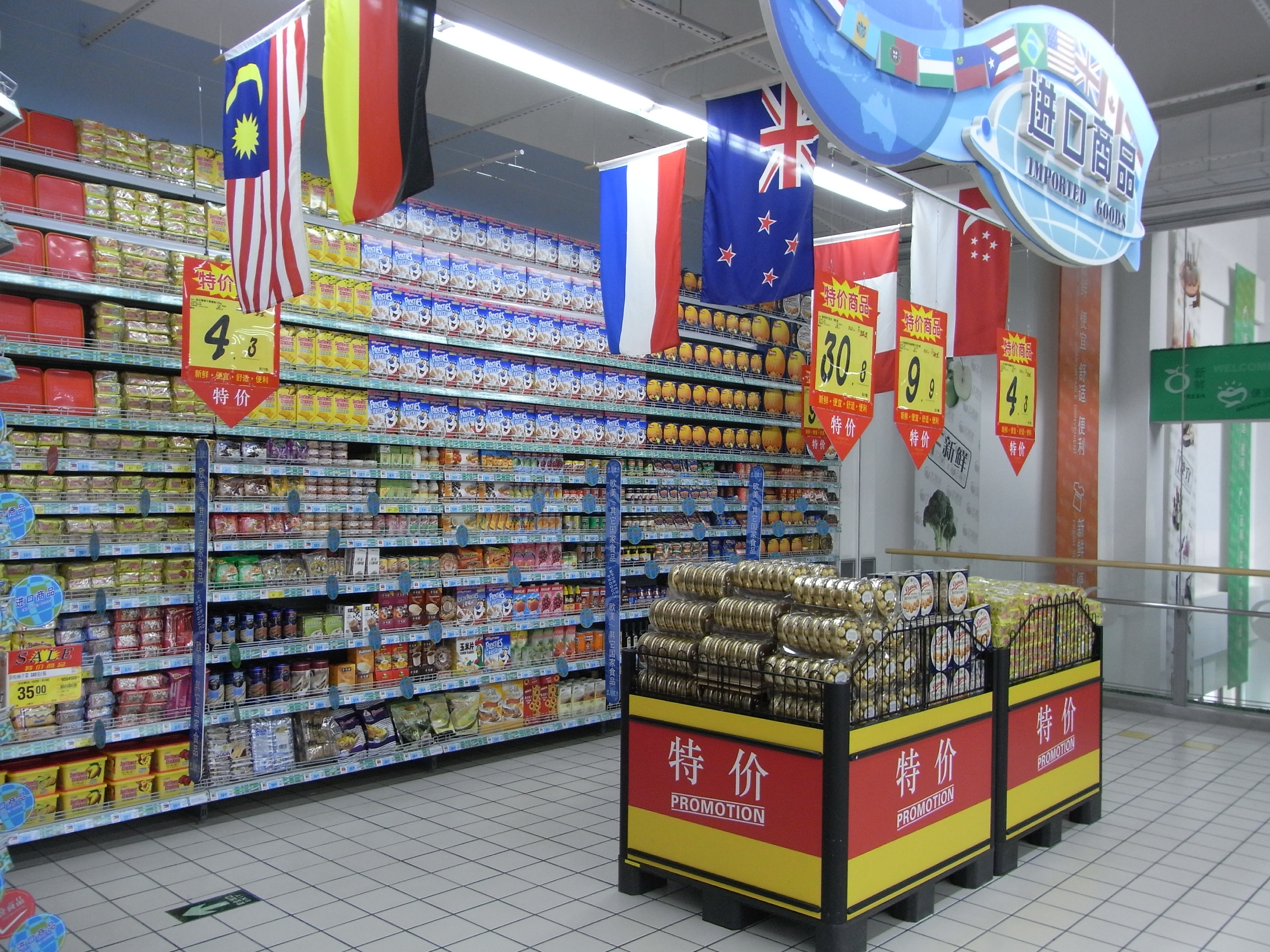
Isla en un supermercado

Existen tres clases de muebles en piso de venta:
- La góndola. Es el tipo de mueble que se encuentra dentro de los pasillos divididos en baldas, anaqueles, módulos, ganchos y divisiones.
- La cabecera de góndola. Es el extremo de un mueble tradicional, el cual puede ser otorgado por un gerente al departamento que tiene ese mismo mueble o a un departamento alternativo (ventas cruzadas o cross selling).
- La isla. Es el tipo de mueble que se encuentra exhibido en medio de los pasillos principales donde la gente transita con sus carros de autoservicio.
- Muebles refrigerados para productos frescos o congelados.
- Otros. En piso de venta también existen otras formas de exhibir la mercancía, por ejemplo con exhibidores fijos o en tiras.

Para algunos formatos de ciertas cadenas se colocan exhibiciones al pie de la góndola llamadas “chimeneas”.
Como observación cada uno de los tipos de mueble siguen un orden en cuanto al acomodo:
- La góndola o anaquel se acomoda en piso de venta de acuerdo a un layout. En el anaquel se coloca la mercancía de acuerdo a un mapa esquemático, en el cual su distribución obedece a su clasificación por desplazamiento, posicionamiento en el mercado y marca.
- La cabecera de góndola. En la mayoría de los casos se mercadea con dos artículos en el que uno impulse la venta del otro (mercadeo cruzado).
- La isla. En la mayoría de los casos se mercadea con dos artículos, siguiendo el mismo sentido que uno impulse la venta del otro.

Este tipo de muebles son grandes impulsores de venta, por lo general se encuentran ubicados en los pasillos centrales empezando desde el pasillo de acceso principal.
El mercadeo cruzado tiene como objetivo generar una venta lo más completa al momento de utilizar el producto. Además parte esencial del trabajo del personal en piso de venta es que a todo artículo exhibido le sea colocada la información vigente (precio, descripción, vigencia de promoción, etc). También los encargados de piso de ventas se dedican a la revisión de caducidades de la mercancía exhibida en piso de ventas y a darle rotación a la misma para evitar futuros problemas tanto con el cliente como con las autoridades competentes. De igual manera son los encargados de manejar y supervisar a la promotoría de las diversas marcas que se manejan en piso de ventas.
Hablando de la capacidad de piso de ventas y sus aportaciones económicas podemos referir que en promedio los centros comerciales se diferencian en diferentes formatos,  de acuerdo a los productos comercializados y nivel socioeconómico de los consumidores. Por lo que podemos dividirlos en 7 diferentes formatos, sin enfocarnos a los rasgos de cada cadena:
- megamercado
- hipermercado
- supermercado
- minisúper
- tiendas de conveniencia
- bodegas de venta
- centros comerciales de membresía

De acuerdo a cada uno de los antes mencionados son su superficie total y otro elemento importante de su medición es el valor de venta de cada metro cuadro en los diferentes formatos.

### Área de caja

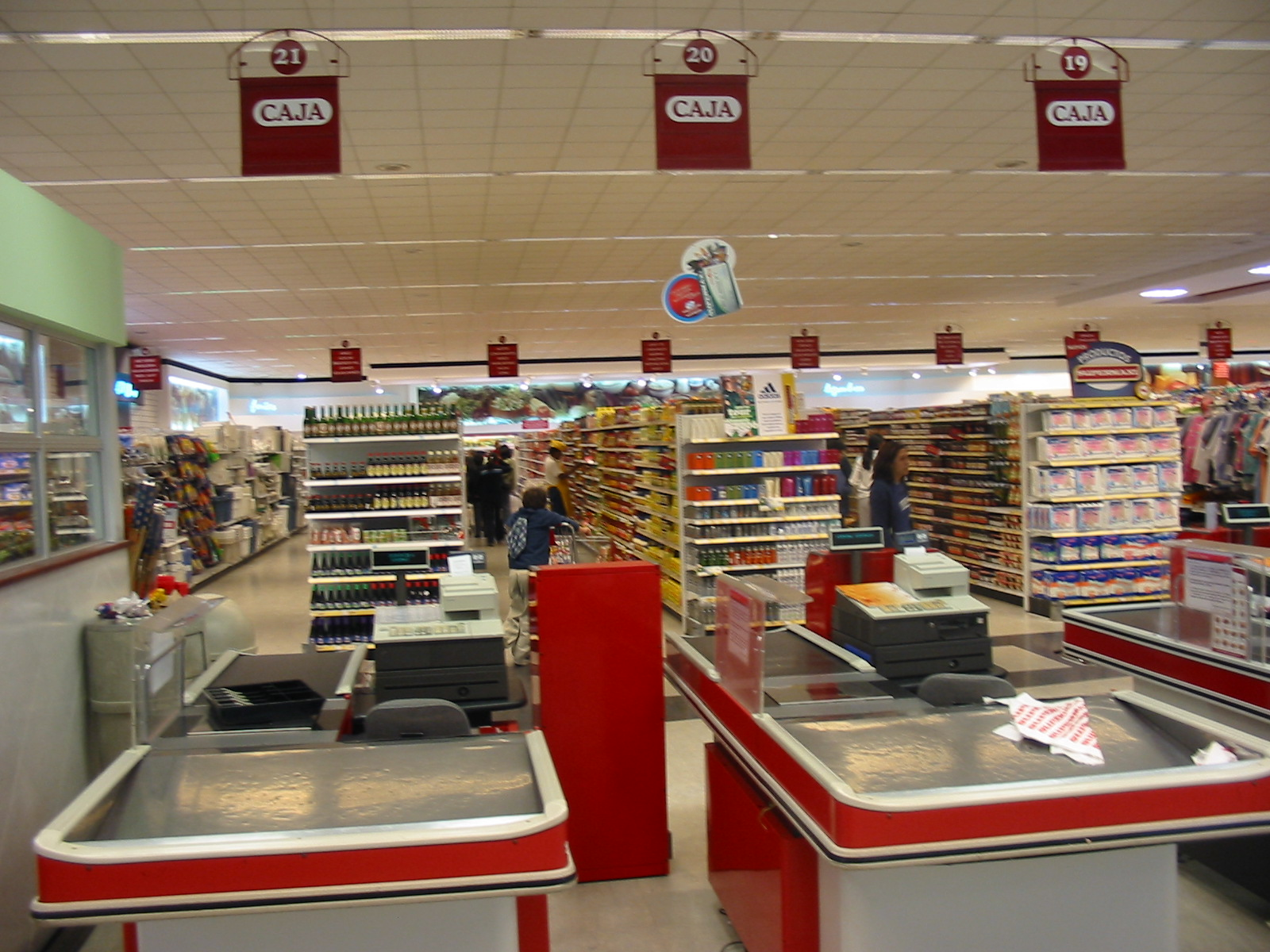
Líneas de cajas en un supermercado

Es el área donde los clientes que finalmente han escogido su mercancía, pueden pagarla. En esta área, los cajeros son los que se encargan de cobrárselas, y son ayudados por sus supervisores de cajas. La mercancía es colocada en bolsas destinadas para ese servicio por personal de apoyo (adultos mayores o menores de edad) conocidos en México como paqueteros. En otros países, como Estados Unidos, el llenado de las bolsas lo realiza el cajero.
Existen también en esta área ciertas ventas cruzadas. Dependiendo de la temporada ofrecen productos extras convenciendo al cliente a incrementar su consumo (productos AS).

### Gerencia
Gerencia es el departamento líder de la tienda que se encarga de mandar sobre los demás, generalmente está conformado por un gerente y dos o tres subgerentes, los cuales son comúnmente denominados con claves numéricas, siendo el gerente principal el “clave uno” y los subgerentes como “clave dos”, “clave tres”, “clave cuatro”, o más si fuera el caso. Los otros gerentes tienen la obligación de mandar y encargarse del correcto funcionamiento, el uno de la zona de líneas generales, el otro de la zona de abarrotes, el otro de la zona de cajas, mesa de control y recibo.
También existe otro tipo de gerente llamado gerente de entrenamiento o polín, el cual después de haber tenido un proceso dentro de la tienda, ser subido de auxiliar de piso de venta a jefe de departamento y ser promovido para gerente o subgerente, debe ser capacitado para asumir el nuevo cargo para el cual la tienda lo requiere.

#### Recursos humanos
La tienda también tiene una oficina de recursos humanos, en donde se contrata el personal nuevo que va a ingresar a laborar a la tienda, así como también la asignación a su departamento. Este departamento es liderado por un responsable de recursos humanos el cual también es considerado subgerente.

### Mesa de control
Es la parte de la tienda de autoservicio, que se encarga del control del correcto y adecuado manejo y mantenimiento de las mercancías que se localizan dentro de tienda. De aquí provienen los cambios de precios, los pedidos automáticos, los conteos cíclicos, y los controles de merma, las transferencias departamentales o de tienda.
La mesa de control también es conocida porque utilizan un sistema llamado SIMA el cual es un sistema compartido también por cajas.
Para el correcto y adecuado desempeño del trabajo de la mesa de control, es necesario y muy importante que haya una correcta comunicación entre los encargados de la mesa de control y los auxiliares de piso de venta, ya son los segundos los que ayudan a los primeros a localizar las mercancías cuando hay conteos cíclicos, o son los que validan los precios en el lineal de cajas verificando que los cambios de precio se hayan efectuado correctamente y estén debidamente registrados en el sistema de cajas.
Los auxiliares de piso de venta, también se encargan de proporcionarle a la mesa de control las listas de los códigos de barras que necesitan para mandar imprimir etiquetas con los precios, ya sea por medio de una lista escrita o capturándola en una pistola de rayos láser (llamada symbol) que escanea el código de barras. Estas etiquetas son llamadas por los promotoras y demostradoras cenefas. Estas cenefas pueden ser de tres tipos:
- de góndolas para los muebles;
- de gancho cuando es el caso;
- visuales, cuya principal función es comunicar al cliente que existe una oferta especial o una rebaja en el precio.

Existe actualmente un sistema nuevo en desarrollo de cenefa que es la etiqueta electrónica, en este sistema el auxiliar de piso de venta ya no tiene que hacer la lista sino que la mesa de control directamente desde sus computadoras actualiza el precio, este sistema está en fase experimental, pero tiendas de lujo como City Market ya lo implementan.

#### Mesa de control de inventarios
También existe otro tipo de mesa de control, la cual se usa cuando la tienda necesita hacerse un inventario o una auditoría y se llama Mesa de control de inventarios. Generalmente, en esta etapa de la tienda, varios empleados entre los que se encuentras auxiliares de piso de ventas, cajeros, personal de seguridad, de perecederos y de la misma mesa de control, son citados por los gerentes para que, por medio de un sistema llamado Symbol, se hagan los conteos correspondientes de la mercancía módulo por módulo y anaquel por anaquel, la mesa de control de inventarios se encarga, por medio de un auditor, un gerente y un subgerente de recursos humanos, de ver los excedentes o faltantes que existen en la tienda, imprimiendo los reportes que se generan de las symbol y los mandan supervisar para corroborar los datos.

### Seguridad y vigilancia

#### Cacheo o revisión
El personal de seguridad te revisa al salir de la tienda si entras como empleado o promotor; la función es cuidar los bienes de las tiendas de autoservicio. Véase artículo Cacheo.
Es la parte de la tienda en la cual, el personal de seguridad se encarga de evitar que los empleados, los promotores y las demostradoras sustraigan mercancía de la tienda por medio de una revisión corporal. En esta área de la tienda también se registran las entradas y salidas del personal externo a la tienda (promotores y demostradoras).

#### Monitores
Es la parte de la tienda que controla las cámaras de vigilancia, las cuales son utilizadas por personal de seguridad, para evitar que las llamadas farderas sustraigan ilegalmente mercancía de venta perteneciente a la tienda de autoservicio, intentado con esto frenar en cierta medida el robo hormiga, es decir, el robo que se hace poco a poco de mercancías baratas o de mediano precio que en el acumulado generan pérdidas millonarias a la tienda.

### Display
Display es la parte de la tienda de autoservicio que se encarga de rotular, o sea, de crear los cartelones y anuncios que indican las mercancías, los precios y las promociones actuales de la tienda. La labor que hace el personal de display en este departamento es muy importante porque informa puntualmente y se encarga de la correcta comunicación entre la tienda y la clientela.

### Consumos internos
Es el área o sección de la tienda de autoservicio que se encarga de proporcionar a los distintos departamentos las diferentes herramientas de trabajo que necesita utilizar para laborar y estas pueden ser, escobas, franelas, plumones o marcadores, cinta adhesiva, cinta canela, navajas o cúteres, etc. La importancia de la existencia de consumos internos, es que la tienda necesita un control de las mercancías que los empleados utilizan, ya que de lo contrario, solo se estarían generando bajas, pérdidas y mermas que afectan mucho a la economía de la tienda.

### Líneas cruzadas
A veces, dentro de los mismos departamentos, en sus muebles, cabeceras o en islas, se pueden encontrar líneas o ventas cruzadas, es decir, exhibición de mercancías de dos o más departamentos, que aunque son áreas distintas, tienen cierta relación, como por ejemplo: en el área de abarrotes, un mueble con refrescos de cola junto a vasos de cristal, en este ejemplo se está dando una fusión entre los departamentos de abarrotes y hogar.

### Otras secciones opcionales

#### Cocina
Es el lugar donde personal de la tienda de autoservicio, se encarga de preparar los alimentos (alimentos preparados) que los clientes usan, ya sea para consumir en el cafetería, o para llevarse a sus casas.

#### Cafetería
Conocido también comúnmente como fuente de sodas es el área donde los clientes pueden detenerse a tomar un refrigerio o un refresco, que les aminore o les apague el hambre o la sed, para luego seguir comprando en la tienda. La utilidad de este servicio adicional que la mayoría de las tiendas de autoservicio tienen, es que la tienda obtiene un ingreso extra ya que el cliente consume productos que se venden dentro de la misma tienda.

#### Atención al cliente
Es el lugar donde se entregan las garantías de los artículos adquiridos o se les da alguna orientación al cliente con referencia a los artículos que se venden en el establecimiento o a la ubicación de los mismos dentro de la tienda, o se atiende cualquier tipo de reclamo o sugerencia por parte del cliente y los clientes insatisfechos por los productos, pueden pedir ya sea su cambio físico (cambio de una mercancía por otra) o la devolución de su dinero.

#### Consigna
Es el área que se encarga de recoger los paquetes o las pertenencias de los clientes, que son ajenas a la mercancía de la tienda de autoservicio, esto para evitar que se confundan con la mercancía ya existente para la venta. Algunas tiendas manejan la paquetería y la atención al cliente como un mismo departamento, en otras son módulos separados.